# A Primavera (Bouguereau)
A Primavera (em francês: Le Printemps) ou também conhecida como O Regresso da Primavera, é uma pintura de William-Adolphe Bouguereau, feita em 1886 e é uma representação de uma Ninfa no início da primavera. Atualmente encontra-se em exibição no Museu de Arte Joslyn em Omaha, Nebraska. Em 1890 e em 1976 a pintura sofreu vandalismo por sua nudez abertamente sensual.

## Descrição da obra
A Ninfa, figura central da obra, é rodeada por nove anjos num prado quase primaveril; os anjos da parte inferior parecem estar despertando, os três anjos na parte central parecem estar escapando ou ignorando a cena, outros três são atraídos pela ninfa onde dois pegam em seu cabelo enquanto o outro observa-a fixamente; a ninfa parece a princípio surpreendida pois recolhe seus braços ao seu peito mas depois passa a ser parte da cena.